# Xã Pipe Creek, Quận Madison, Indiana
Xã Pipe Creek (tiếng Anh: Pipe Creek Township) là một xã thuộc quận Madison, tiểu bang Indiana, Hoa Kỳ. Năm 2010, dân số của xã này là 12.497 người.